# Prat de pastura

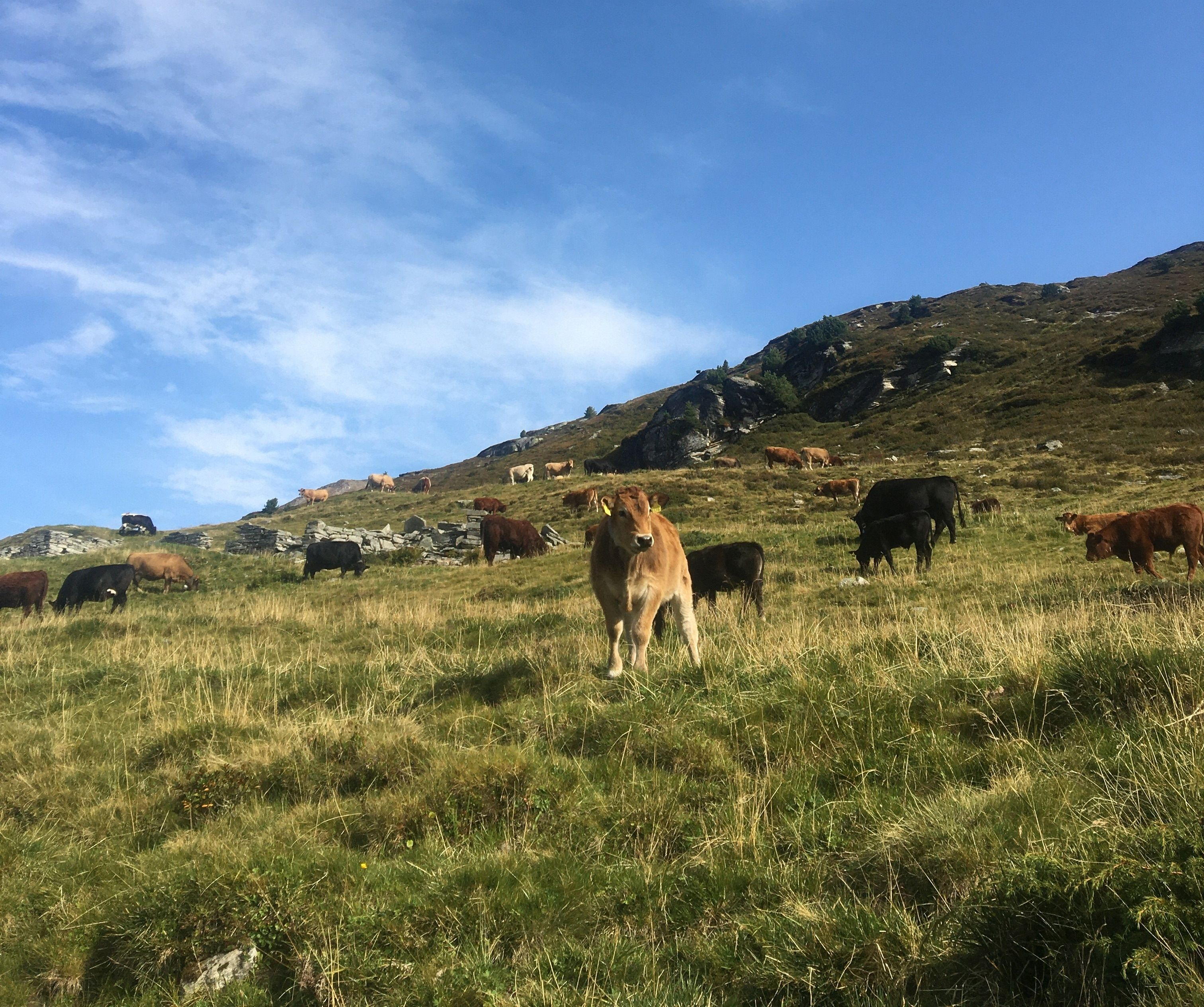
Pastura de muntanya a Suïssa

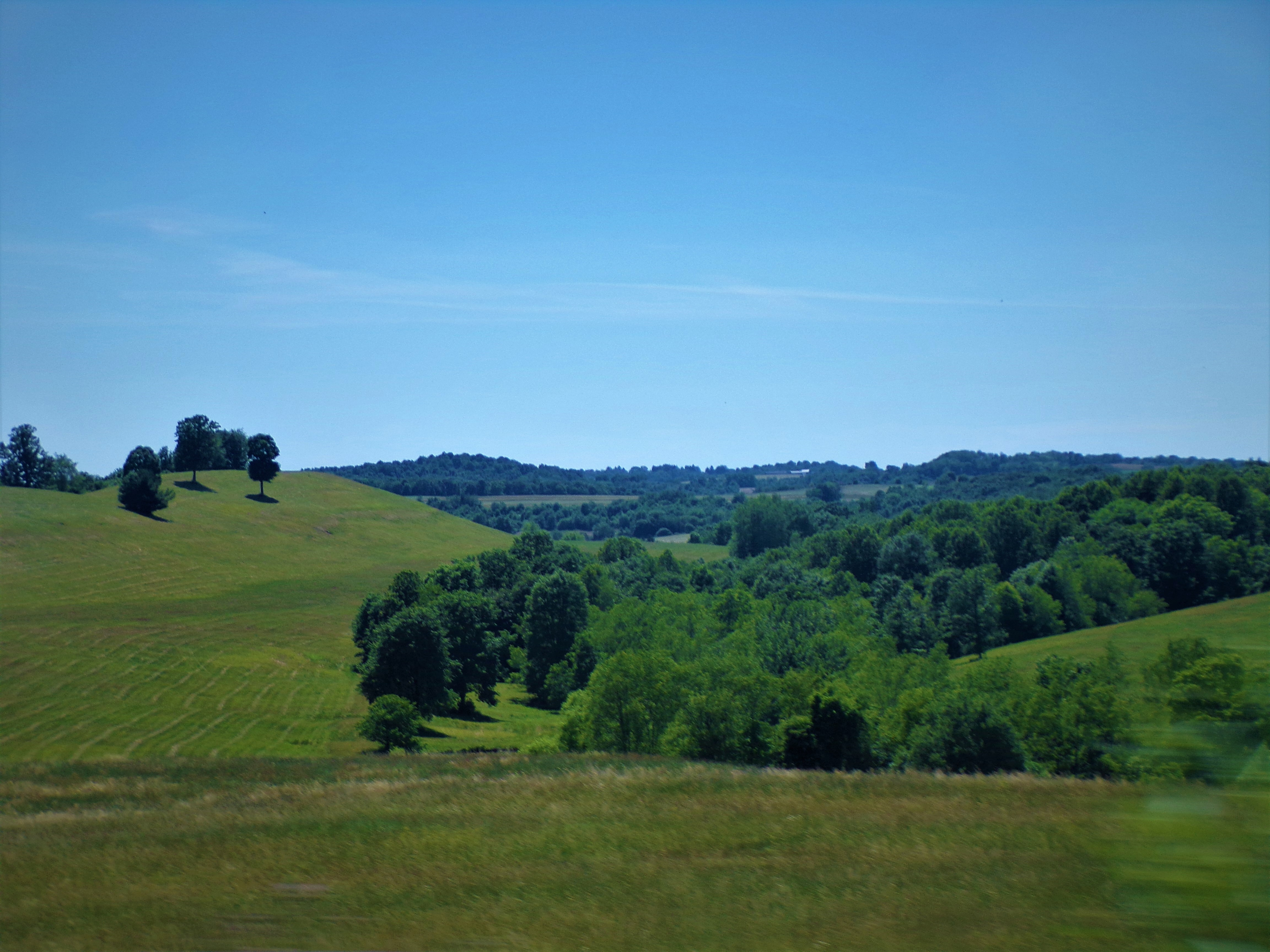
Terres de pastura de muntanya a Pennsilvània.

Un prat de pastura (del llatí pastus, participi passat de pascere, "per alimentar"), també anomenat past, pastiu o pasturatge, és aquell prat utilitzat com a terra de pasturatge.
Cal diferenciar el prat de pastura del prat de dall, on es dalla l'herba per donar al bestiar, el prat natural que ha sortit espontàniament, el prat artificial sembrat per l'home o una prada, de vegetació més copiosa.
En general, la pastura és d'origen vegetal, encara que el producte que es dona al bestiar domèstic pot ser un derivat processat al qual s'hagin afegit minerals o restes animals. Per a accentuar la qualitat nutritiva de la pastura (per a les vaques, les ovelles o els porcs, per exemple) es busca una naturalesa compensada entre lleguminoses i gramínies, de manera que es produeixi una complementació proteínica.

## Característiques generals
Les gramínies perennes i anuals, les lleguminoses i les plantes herbàcies tenen diferents hàbits de creixement, que també varien fins i tot dins del grup de les gramínies. El coneixement de les diferències en el mode de creixement de les plantes és important per a dissenyar sistemes de pasturatge que afavoreixin el creixement de les plantes, la formació de sòls sans i la producció de pinsos de qualitat per al bestiar.

### Gramínies

Diagrama d'una gramínia típica

Les gramínias poden ser plantes anuals, que viuen només una temporada, i perennes, que són plantes que viuen més de dos anys.
Les gramínies perennes poden ser d'estacions càlides i d'estacions fredes. A les perennes d'estació freda els agrada créixer en condicions fresques i humides, per la qual cosa són més productives en les èpoques fresques de primavera i tardor. Aquestes plantes produeixen la major part de la seva matèria seca farratgera al principi de la temporada de pasturatge. Algunes varietats de les estacions fredes, especialment en llocs amb estius secs i calorosos, poden entrar en letargia durant un període de temps a mitjan estiu. Per contra, les gramínies d'estació càlida creixen millor i són més productives durant l'estiu càlid i sec. Les gramínies d'estacions càlides poden produir rendiments molt elevats de farratge tant per a pasturatge com per a collita en ple estiu.
Les gramínies perennes inclouen espècies, que estan molt ben adaptades al pasturatge. No obstant això, altres gramínies perennes, com el brom llis o la flèum, són més susceptibles de ser rosegades massa curtes. Això es deu a les diferències en el creixement de les plantes. El coneixement de l'anatomia i la fisiologia de les plantes permet comprendre per què algunes herbes es desenvolupen millor que unes altres en les pastures i per què algunes responen de forma molt diferent de les diferents tècniques de pasturatge.
Cada planta de gramínia és un conjunt de brots o fillols individuals que creixen des de la base o corona. Els brots poden desenvolupar-se a partir de llavors, poden brollar de la base de plantes d'herba existents o poden sorgir d'estolons o rizomes.
Cada tija consta d'almenys una fulla i un punt de creixement. El punt de creixement de cada tija es troba en l'àmbit del sòl o prop d'ell. A mesura que la tija comença a créixer, sorgeixen fulles addicionals. A la primavera, després del repòs vegetatiu, s'inicia un nou creixement a partir del punt de creixement de la tija en l'àmbit del sòl. Més tard, a mesura que la tija s'allarga, serà més fàcil diferenciar els nusos dels entrenusos i veure que cada fulla s'uneix a la tija en un nus. A mesura que la tija s'allarga, els entrenusos (zones de la tija entre els nusos) es fan més llargs i alguns nous punts de creixement es trobaran més amunt en la tija de la planta i en els colls de les fulles.
A mesura que una tija recentment brollada creix, desenvolupa el seu propi sistema radicular i, amb el temps, podran brollar d'ell més tiges. Així, cada fillol pot convertir-se en una altra planta de pastura autosuficient si se separa de la resta de la planta mare. Mentre els nous fillols romanguin connectats a la resta de la planta, poden compartir les reserves d'energia emmagatzemades mentre tornen a créixer després del pasturatge. Aquesta és una de les característiques que ajuda les gramínies a adaptar-se al pasturatge.
Les fases fisiològiques bàsiques del desenvolupament de les gramínies inclouen la fase vegetativa, la fase d'elongació i la fase reproductiva. Si la planta creix a partir d'una llavor nova, també hi haurà una fase anterior: la germinació. L'etapa de germinació comença quan les condicions de temperatura i humitat del sòl fan possible la germinació de la llavor. És l'etapa en la qual el primer brot emergeix de la llavor.
Durant l'etapa vegetativa primerenca, el punt de creixement roman compacte prop de la línia del sòl, on es troba la corona de la planta d'herba. En aquesta etapa vegetativa es produeix el creixement de les fulles. Més endavant, els entrenusos de la tija comencen a allargar-se. Aquesta és la fase en la qual les tiges creixen i es fan més visibles en la pastura. Això també eleva alguns dels punts de creixement de prop del nivell del sòl a més amunt en el dosser de la pastura.
A més dels punts de creixement que es troben en la corona, on es formen noves tiges en aquestes herbes allargades, també hi ha punts de creixement en el coll o base de cada fulla. Els punts de creixement no es troben en les puntes de les fulles. Quan s'elimina la punta de la fulla, aquesta no torna a créixer. En el seu lloc, les cèl·lules de la base de la fulla (en el coll o meristema intercalar) s'allarguen per a augmentar la longitud dels llimbs.
Els punts de creixement també poden trobar-se en altres llocs de les gramínies, i també poden denominar-se gemmes. Les gemmes en la corona de la planta produeixen nous fillols. Les gemmes també poden trobar-se en rizomes i estolons. En algunes espècies, les gemmes també poden aparèixer en els nusos de les parts inferiors de la tija allargada de l'herba.
Després que el punt de creixement d'una tija passi al mode reproductiu i comenci a formar el cap de la flor, no produirà més fulles. En el seu lloc, la tija s'allargarà per a elevar el cap de la llavor. La flor emergirà i començaran a formar-se les llavors. La part final de la fase reproductiva es produeix quan les llavors maduren i acaben desenvolupant-se per complet.
Quan una planta de pastura està començant la fase vegetativa primerenca, no té molta superfície foliar i el ritme de creixement és lent. Però a mesura que comença a generar més fulles verdes, pot captar la llum solar i créixer més de pressa. El ritme de creixement més ràpid es produeix en les fases vegetatives posteriors. Una vegada que la tija s'ha allargat i la planta passa a la fase reproductiva, el pes sec de la planta no augmenta; gran part d'ell simplement es redistribueix entre les diferents parts de la planta.
Per a jutjar quan les plantes d'una pastura estan llestes per a pasturar, és important distingir si estan en la fase vegetativa, produint molta fulla altament digestible, o si, per contra, estan produint moltes tiges menys digestibles a mesura que es preparen per a florir i produir llavors. Això permet l'agricultor prendre decisions encertades que cuiden de les plantes, que necessiten prou temps per a créixer, així com del bestiar, que necessita farratge digestible d'alta qualitat.
Existeixen altres categories de gramínies amb hàbits de creixement diferents. Entre elles es troben les gramínies que formen tepes, les gramínies de ram i les gramínies que allarguen les seves tiges fins i tot quan no estan en fase reproductiva. Comprendre aquests diferents hàbits de creixement facilita l'observació del que ocorre en la pastura i la presa de decisions de gestió adequades.
Entre les gramínies de creixement ràpid es troben el pastura dels horts, l′Andropogon gerardi i la festuca alta, mentre que entre les gramínies formadores de tepes es troben la pastura blava de Kentucky, l'escaiola i la grama. Quan aquestes espècies són presents juntes en una pastura, cadascuna pot estar llesta per a pasturar a una altura molt diferent.
Algunes herbes, com el pastura blava de Kentucky, mantenen els seus punts de creixement al nivell del sòl o per sota d'aquest durant tota la temporada. Unes altres, com el flèum, l'escaiola, el brom llis i el Panicum virgatum, allarguen les seves tiges i eleven els seus punts de creixement fins i tot quan encara no estan en la seva fase reproductiva. Com aquestes plantes produeixen més tija, tendeixen a produir farratge menys digerible. A més, com eleven alguns dels seus punts de creixement, és probable que el pasturatge elimini punts de creixement d'aquestes plantes. Per tant, també requereixen un període més llarg entre defoliacions perquè puguin tornar a créixer noves fulles, fer la fotosíntesi i reposar les seves reserves d'energia emmagatzemades. Aquests tipus de gramínies "articulars" o "elevadores" s'adapten pitjor al pasturatge. Poden prosperar en una pastura ben gestionada, però requereixen una gestió acurada perquè no es pasturin massa poc o massa sovint.

### Lleguminoses

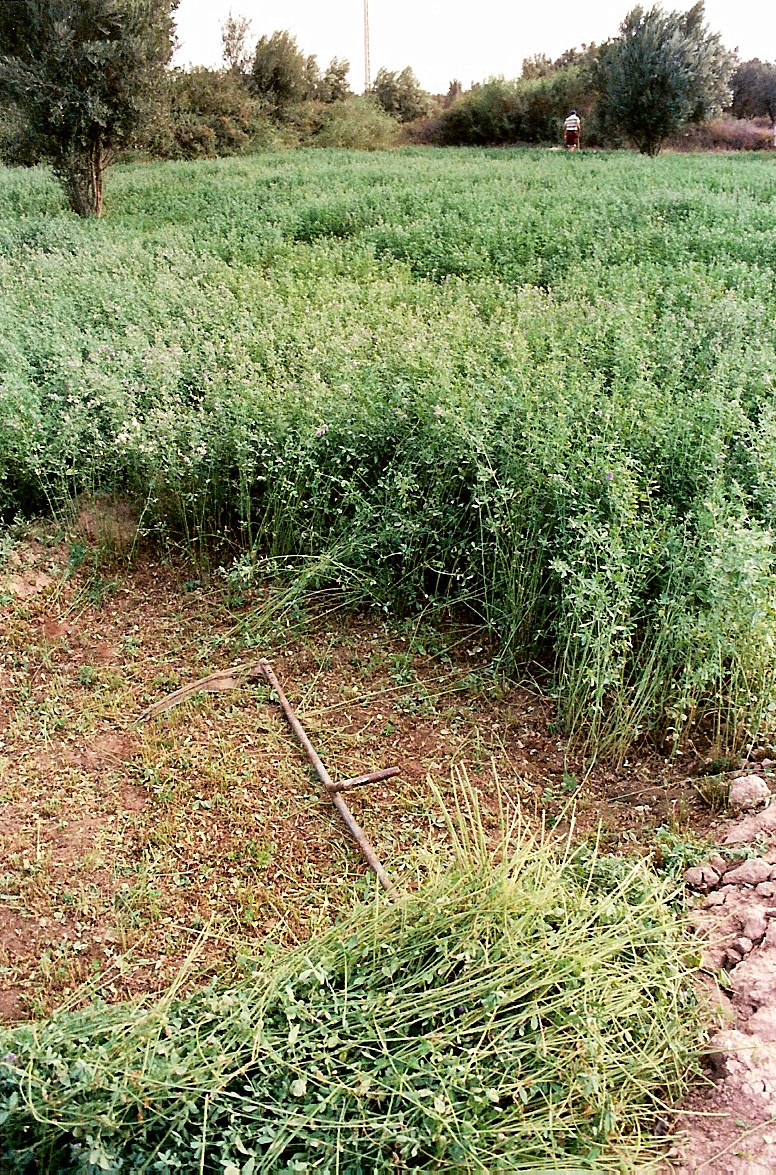
Prada d'alfals al Marroc.

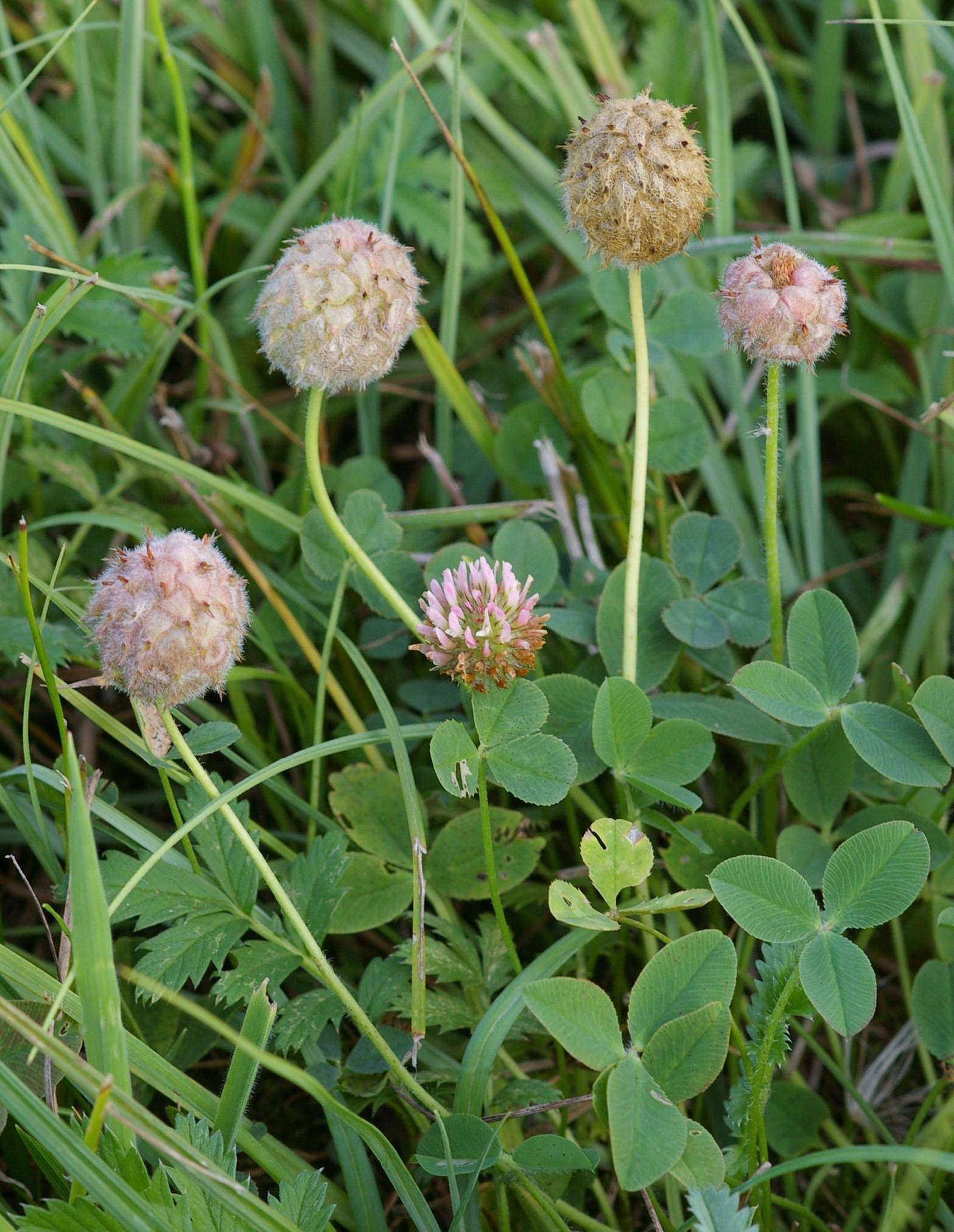
Trèvol maduixer en floració, associat a gramínies en una prada.

Les lleguminoses són un altre grup important de plantes en les pastures perquè contribueixen a augmentar la fertilitat del sòl i proporcionen farratge altament digestible i ric en proteïnes per al bestiar. Les lleguminoses mantenen una relació simbiòtica amb uns microorganismes anomenats rizobactèries que viuen en les seves arrels. Aquesta relació permet "fixar" el nitrogen de l'aire perquè les plantes puguin utilitzar-lo en el seu creixement. A canvi, les lleguminoses proporcionen energia de carbohidrats a les rizobactèries. El nitrogen recollit en aquest procés mútuament beneficiós també queda disponible en el sòl perquè l'utilitzin altres plantes de pastura, com les gramínies. Per això, la inclusió de lleguminoses en una mescla de pastures pot reduir o eliminar la necessitat d'aplicar fertilitzants nitrogenats. Les lleguminoses barrejades amb gramínies també ofereixen una qualitat farratgera ideal per al bestiar. En plantar lleguminoses, pot ser una bona idea incloure amb la llavor un inoculant de les espècies adequades de rizobactèries.
Igual que ocorre amb les gramínies, les diferències climàtiques regionals determinaran quines lleguminoses creixeran millor en una explotació concreta.
Les lleguminoses es diferencien de les gramínies en diversos aspectes. A la primavera, les tiges de les lleguminoses comencen a créixer en longitud immediatament; no es passa d'una fase vegetativa a una altra d'elongació com en les gramínies. Les lleguminoses tenen molts punts potencials de rebrot i poden produir flors tant en les branques laterals com en les tiges principals.
Dins de les lleguminoses, algunes espècies són perennes i altres anuals. Algunes són plantes alçades molt altes amb arrels profundes, mentre que unes altres són de creixement baix. Per exemple, l'alfals té un hàbit de creixement alçat, però el trèvol blanc té un hàbit de creixement horitzontal i el trèvol de pota d'ocell té hàbits de creixement intermedis.
Les plantes d'alfals són perennes i tenen una corona per sobre de la superfície del sòl, per la qual cosa poden resultar danyades pel calcigament, raó per la qual poden no persistir baix pasturatge d'alta densitat. A més, a l'alfals li va millor si el pasturatge no és massa curt, ja que el pasturatge curt pot permetre que el bestiar consumeixi realment les corones, on se situen molts dels punts de creixement de les plantes d'alfals.
El trèvol blanc, també perenne, és una de les plantes millor adaptades al pasturatge, a causa del seu hàbit de creixement baix i estès. No obstant això, també és sensible a l'ombra i desapareix en les pastures cobertes de mala herba o en les pastures que es deixen créixer a gran altura amb freqüència. El trèvol blanc té arrels relativament superficials, per la qual cosa és més probable que sigui menys productiu durant la calor i la sequera de mitjan estiu que l'alfals o el trèvol vermell, que tenen arrels més profundes. Per aquesta raó, el trèvol blanc pot mostrar variacions estacionals significatives en el creixement.
Després de la defoliació, les fulles del trèvol blanc rebrotaran ràpidament dels estolons horitzontals. Amb el temps, aquestes fulles envelliran i altres plantes, com les gramínies i les herbes de fulla ampla, també creixeran cap a la llum solar. Quan es formin noves fulles de trèvol i emergeixin sota el dosser vegetal de la pastura, rebran menys llum a causa de l'ombra. La planta de trèvol "sap" això, tanmateix, per la qual cosa respon allargant aquest nou grup de pecíols de la fulla per a aixecar les noves fulles cap a la llum. Aquesta adaptació és una de les raons per les quals el trèvol blanc es dona tan bé en les pastures.
El trèvol té fulles horitzontals en lloc de verticals com les gramínies. Això afegeix més densitat al dosser de la pastura perquè pugui captar tanta llum solar com sigui possible.
El trèvol presenta un moviment fototròfic que fa que les tiges i les fulles s'orientin cap al sol. Es tracta d'un avantatge per al creixement, ja que les fulles intercepten més llum al llarg del dia. Aquest moviment es produeix quan les plantes allarguen les cèl·lules de les tiges només pel costat més allunyat de la llum. Això té l'efecte de doblegar o moure les tiges i les fulles cap al sol.
El trèvol blanc també respon a l'ombra i al sol en els seus estolons, sigui fent créixer més branques o allargant-se. En zones d'ombra densa i massissos d'herba, els estolons (tiges horitzontals) del trèvol tendeixen a créixer linealment. Però quan arriben a un buit il·luminat pel sol en la pastura, es ramifiquen profusament per a colonitzar la zona oberta. Aquesta adaptació és una de les raons per les quals el trèvol blanc s'estén de manera natural en moltes pastures.
A més de les lleguminoses perennes esmentades (trèvol blanc, trèvol violeta, alfals), existeixen també diverses espècies de lleguminoses anuals. Les lleguminoses anuals, com els pèsols i les faves, solen conrear-se com a cereal, però també com a ensitjament, abonament verd o pastura. Constitueixen un aliment ric en proteïnes i, quan s'utilitzen com a pastura anual, solen conrear-se com a part d'una mescla amb altres plantes. El cultiu de lleguminoses anuals amb gramínies anuals de port alçat, com la civada, servirà de suport perquè les lleguminoses grimpadores es mantinguin alçades. La mescla amb gramínies també proporcionarà una gamma més àmplia de nutrients farratgers. El pasturatge en franges és una de les millors maneres de pasturar aquestes mescles anuals, perquè és més fàcil limitar la ingesta diària de les pastures anuals i evitar el calcigament del farratge no pasturat.
Quan es pasturen lleguminoses anuals i perennes, pot existir risc d'inflor dels animals.

## Tipus de pastura
Les terres de pastura en sentit estricte són extensions de terres de conreu tancades, pasturades per bestiar domesticat, com ara cavalls, bestiar boví, oví o porcí. La vegetació del pasturatge, el farratge, consisteix principalment en gramínies, amb una barreja de llegums i altres fòrbies. Aquests terrenys solen pasturar-se durant tot l'estiu, en contrast amb el prat que no es pastura o s’utilitza per pasturar només després de ser segat per a fer farratge sec. La pastura en un sentit més ampli inclou, a més, terres de pastura, altres sistemes pastorals no tancats i els tipus de terres que fan servir els animals salvatges per pasturar o brostejar.
Les terres de pastura es distingeixen de les zones de pasturatge per ser gestionades mitjançant pràctiques agrícoles més intensives de sembra, reg i ús de fertilitzants, mentre que les terres de pastura conreen principalment vegetació autòctona, gestionada amb pràctiques extenses com la crema controlada i la intensitat regulada del pasturatge. El tipus de sòl, la temperatura mínima anual i les precipitacions són factors importants en la gestió de les pastures.
Una pastura ovina és una zona de prats on les ovelles poden vagar lliurement. La productivitat de l’ovella es mesura pel nombre d’ovelles per superfície. Això depèn, entre altres coses, de la roca subjacent. Sheepwalk (pastura ovina) també és el nom de les ciutats del comtat de Roscommon (Irlanda) i del comtat de Fermanagh (Irlanda del Nord). A diferència de l’agricultura en fàbrica, que comporta en la seva forma més intensiva la totalitat de l’alimentació a través d’aliments, les pastures gestionades o no gestionades són la principal font d’aliment per als remugants. L’alimentació de pastures domina la ramaderia on la terra dificulta la sembra o la collita (o ambdues coses), com en regions àrides o muntanyenques, on viuen tipus de camell, cabra, antílop, iac i altres remugants que s’adapten bé al terreny més hostil. A les regions més humides, el pasturatge es gestiona en una àmplia àrea mundial per a cultius lliures i agricultura ecològica. Alguns tipus de pastures s'adapten a la dieta, l'evolució i el metabolisme d'animals concrets, i la seva fertilització i cura de la terra pot generar generacions que les pastures combinades amb els remugants en qüestió siguin integrants d'un ecosistema particular.

## Manteniment
Per tal de poder-se mantenir un prat de pastura o prat pasturador, prat apte per al consum directe del ramat, ha d'estar compost per espècies que rebrotin després d'ésser menjades pels animals o dallades amb mitjans mecànics. En general les espècies que tornen a créixer tenen les gemmes molt a prop del terra o són subterrànies del tipus de la gespa o estoloníferes.
Els prats dalladors o de dall són els que es poden aprofitar tallant l'herba per utilitzar-la com a aliment del ramat estabulat. Només es formen prats dalladors quan la pluviometria i la temperatura és suficient per contrarestar l'evaporació de les plantes i de la superfície en un període prou llarg per permetre el creixement dels vegetals.
En climes mediterranis els prats són estacionals i sovint formen l'anomenat pastiu que és de menor aprofitament econòmic però a l'alta muntanya mediterrània es fan prats naturals per sobre del límit arbori i abans de les neus perpètues (2200-3000 m d'altitud).
Les principals famílies botàniques que formen el prat són les poàcies, les ciperàcies i les fabàcies.
En fitosociologia el terme prat té només caràcter fisiognòmic, o sigui, descriu l'aspecte general de la comunitat, però pot correspondre a comunitats de composició florística molt diferent. També, atenint-nos només en l'aspecte, podem anomenar diverses formacions relacionades amb els prats:
- Herbassars són les comunitats integrades per plantes herbàcies altes i de fulla gran. Si les herbes són especialment altes i atapeïdes (comparables a l'altura d'una persona, per exemple), parlem d'herbassars megafòrbics (les arrels mega i fòrbia venen de termes grecs que signifiquen gran i herba, respectivament).
- Els erms són prats molt oberts, amb grans espais entre les plantes. Són típics d'alguns ambients molt àrids i també dels runams i solars abandonats.
- A l'extrem contrari hi trobem els feners, que són herbassars molt rics i humits.
- Un gramenet és un prat de gramínies i plantes semblants perennes. Una gespa és un gramenet atapeït de plantes petites.